# Bitka za Berlin
Bitka za Berlin bila je posljednja velika i odlučujuća bitka na europskom bojištu Drugoga svjetskog rata.
General Žukov je u ofenzivu krenuo s preko 200 divizija, prema oko 150 njemačkih (pri tom treba uzeti u obzir da su sovjetske divizije bilo brojčano veće).
Na svim pravcima ofenziva se odvijala uspješno, osim na Seelowskim Visovima, gdje su Nijemci sagradili nizove rovova, bunkera i obrambenih položaja. Vrlo dobro su ih osigurali i ukopali. Rusi su ovdje dočekani ubitačnom vatrom njihove izvrsno skrivenog topništva. Nakon pobjede kod Seelowa, uslijedio je završni obračun u samom Berlinu.
Berlin je branilo oko 500.000 preživjelih njemačkih vojnika, vrlo dobro naoružanih i opremljenih.
Nijemci su cijeli Berlin pretvorili u sustav utvrda, bunkera, a kretali su se i berlinskom kanalizacijom.
Čak su tramvajske vagone koristili kao pokretne platforme koje su oboružavali zloglasnom 88-om i tako iznenađivali Ruse.
Unatoč svemu tome Sovjeti su nakon krvavih bitaka u gradu, uz velike gubitke s obje strane,  uspjeli pobijediti te su se Nijemci predali 5. svibnja 1945. i potpisali bezuvjetnu kapitulaciju.

## Vanjske poveznice
Sestrinski projekti
|  | Zajednički poslužitelj ima stranicu o temi Bitka za Berlin    |
|  | Zajednički poslužitelj ima još gradiva o temi Bitka za Berlin |